# Merchiston
Merchiston ist ein wohlhabendes, hauptsächliches Wohngebiet im Südwesten Edinburghs. Die Wohngebäude sind größtenteils eine Mixtur von später georgianischer, viktorianischer und eduardianischer Villen – einige der späteren von Edward Calvert.
Es liegt ein Campus, ehemals größter Teil der Edinburgh Napier University in dem Viertel; es bezieht den Merchiston Tower, einst das Heim von John Napier, 8. Laird of Merchiston und Erfinder von Logarithmen mit ein. Die Universität nutzt einige weitere Gebäude in der Umgebung, darunter ehemalige Schulen und Kirchen. Der Turm wurde 1914 von John Scott Napier, 14. Laird of Merchiston an die Merchiston Castle School verkauft, die ihn bis 1930, als die Schule nach Colinton (unter Beibehaltung des Namens Merchiston Castle) umzog, nutzte.
Das Viertel ist Heimat der Schriftsteller Ian Rankin, Lin Anderson, Colin Douglas, Alexander McCall Smith und des Komikers Dylan Moran. J.K. Rowling hat ihren langjährigen Wohnsitz in Merchiston nach Cramond verlagert. Merchiston war auch der Ort wo Gavin Hastings und Scott Hastings ihre Kindheit verbrachten.
In dem Viertel liegen einige private Schulen darunter das George Watson’s College und eine Steiner School. An den Rändern des Viertels, wo es mit Craiglockhart im Westen zusammentrifft, verläuft die S-Bahn. Im Norden Merchistons verläuft der Union Canal. Nördlich des Kanals (bekannt als „North Merchiston“ oder Shandon, manchmal auch zu Polwarth gezählt) liegt die „Craiglockhart Primary School“ und die ehemalige Merchiston Railway Station, eine Station der heute geschlossenen Caledonian Railway nach Edinburgh Princes Street Railway Station.
Weitere Ortschaften in der Umgebung sind Morningside im Südosten, Burghmuirhead (inklusive Holy Corner and Church Hill) im Osten Bruntsfield im Nordosten.